# Loh
Pour les articles homonymes, voir LO.
Loh ou Lo (localement Lō ou Lô) est une île du nord du Vanuatu située l’archipel des îles Torres, entre les îles Linua et Toga. Sa superficie (en incluant l’île voisine de Linua) est de 14,1 km2 et son point culminant a une altitude de 155 m.

## Géographie
En 2009, l'île de Loh avait une population de 210 habitants. Celle-ci est répartie en deux villages : Lungharegi [lʉŋˌharəˈɣi] au nord, et Rinuhe  [riˈnʉhə] au sud.
L'île est formée de deux terrasses coralliennes qui ont été exondées.

## Nom
L’île est nommée Lō [lo] par ses habitants, forme parfois orthographiée Lô. L’orthographe Loh, rencontrée parfois dans la littérature, n’a aucune raison d'être.

## Culture
Les habitants de Loh parlent le dialecte lo de la langue lo-toga,.